# Criquetot-le-Mauconduit

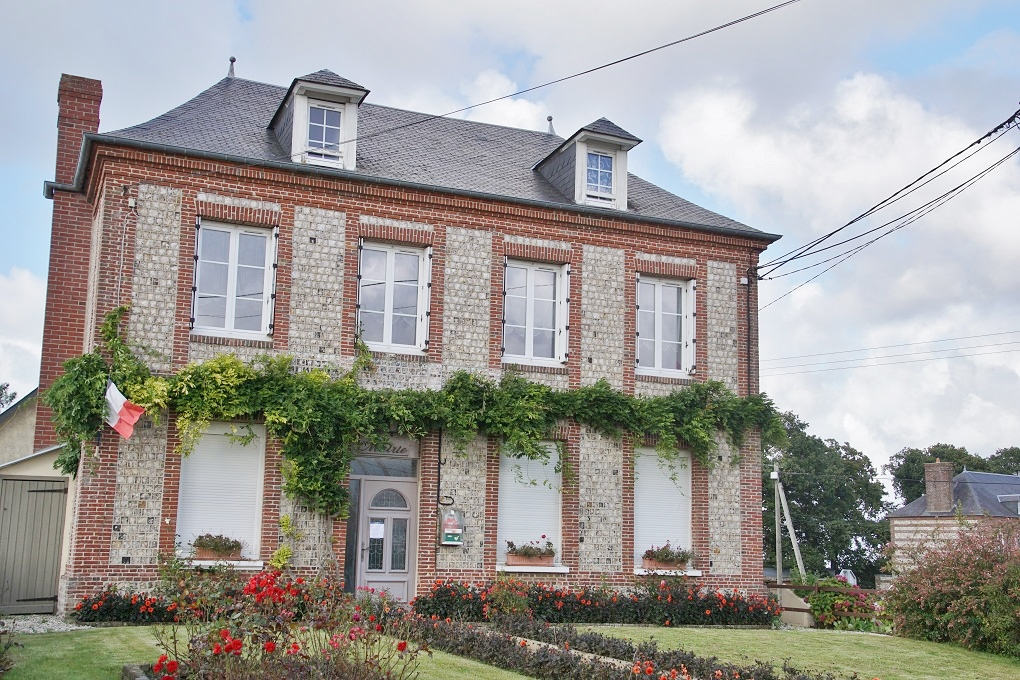
Rathaus

Criquetot-le-Mauconduit ist eine französische Gemeinde mit 195 Einwohnern (Stand: 1. Januar 2022) im Département Seine-Maritime in der Region Normandie (vor 2016 Haute-Normandie). Sie gehört zum Arrondissement Le Havre und zum Kanton Fécamp (bis 2015 Valmont). Die Einwohner werden Sorquainvillais genannt.

## Geographie
Criquetot-le-Mauconduit liegt im Pays de Caux etwa 45 Kilometer nordöstlich von Le Havre. Umgeben wird Criquetot-le-Mauconduit von den Nachbargemeinden Vinnemerville im Norden, Canouville im Osten und Nordosten, Ouainville im Süden und Osten, Theuville-aux-Maillots im Südwesten sowie Sassetot-le-Mauconduit im Westen und Nordwesten.

## Bevölkerungsentwicklung
| Jahr                      | 1962 | 1968 | 1975 | 1982 | 1990 | 1999 | 2006 | 2013 |
| Einwohner                 | 163  | 163  | 123  | 118  | 142  | 130  | 137  | 181  |
| Quelle: Cassini und INSEE |      |      |      |      |      |      |      |      |

## Sehenswürdigkeiten
- Kirche Saint-Remi-Saint-Lubin aus dem 16. Jahrhundert
- Schloss
- Herrenhaus